# Ojos del Guadiana

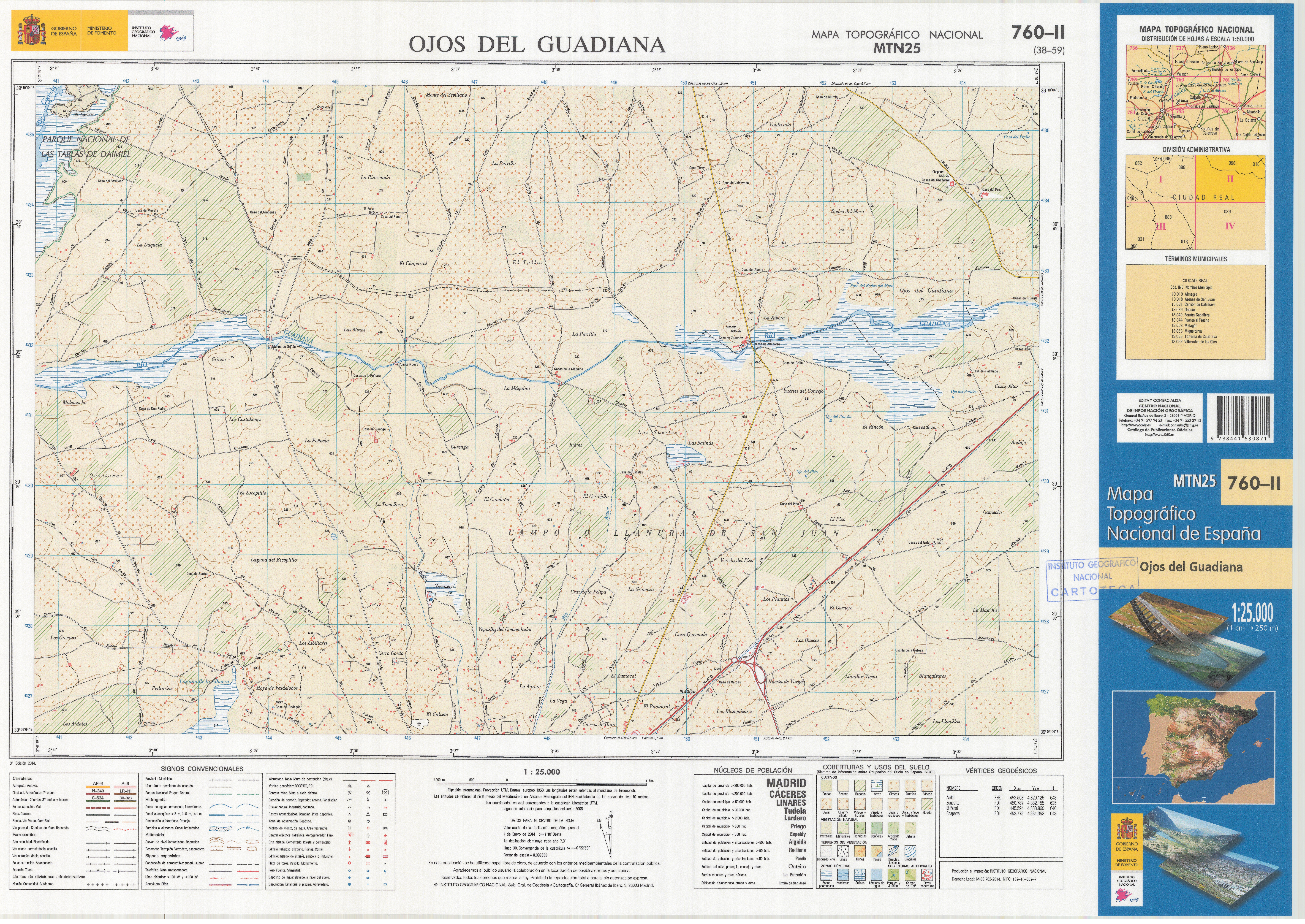
Fragmento 0760c2 del Mapa Topográfico Nacional de España del año 2014 a escala 1:25000 impreso y escaneado a 250 ppp. Se representa Ojos del Guadiana.

Los Ojos del Guadiana son los puntos de surgencia donde, convencionalmente, se considera que nace el río Guadiana en su tramo medio. Se sitúan en Villarrubia de los Ojos (Ciudad Real, España).
Su importancia para el Guadiana se debe a su potencia y constancia, ya que el resto de afluentes de cabecera (Valdejudíos, Riánsares, Amarguillo, Záncara, Cigüela, Córcoles y Azuer) son ríos de un marcado carácter estacional con acusados estiajes, por lo que es habitual que pasen tiempo sin correr. 
Existe otro tramo del Guadiana, denominado Guadiana Viejo, que nace a cotas superiores (a 1040 m s. n. m., en los alrededores de las Lagunas de Navalcudia), y que, posteriormente, se infiltra aguas abajo de las mismas Lagunas de Ruidera, una vez pasado el embalse de Peñarroya, por lo que se consideraba, de un modo mítico o legendario, que este Guadiana Viejo volvía a aparecer en los Ojos del Guadiana (como si se tratara de una lombriz o serpiente que volviera a ver la luz). Esta parte del río sí que tiene conexión física con el cauce bajo, a través del Canal del Gran Prior, cuya construcción se inició en el siglo XVI y que guiaba el efluente de las Lagunas de Ruidera, que antaño se extendía sin un cauce definido, a través de la comarca del Campo de San Pablo, pasando por Argamasilla, Tomelloso y hasta su triple confluencia con los ríos Záncara y Amarguillo.
La realidad es mucho más prosaica, ya que el sistema hídrico del Guadiana no es una corriente subterránea como tal, sino un enorme sistema acuífero formado por estratos porosos de caliza, que permiten tanto la infiltración del agua como su discurrir general hacia el noroeste, a favor de la pendiente del terreno. Esto provoca que el agua pueda desplazarse lentamente, acumularse en las zonas más bajas y emerger allí donde el terreno corta el nivel freático, como sucedía en estos manantiales. Por ello la leyenda del río que emerge de nuevo, si no exacta, al menos desde un punto de vista hidrogeológico podría aproximarse a la realidad.
Desde el criterio hidrológico-estructural, los Ojos del Guadiana podrían clasificarse como un humedal tipo "hidrohumedal de descarga"; no obstante, debido a la sobreexplotación que sufre el acuífero implicado en esta surgencia, desaparecieron en 1984, último año en que manaron. La configuración hidrogeológica también ha cambiado por la ruptura y rebajado de la cota de descarga aguas abajo del parque nacional de las Tablas, de forma que, si bien se han llegado a encharcar algunos de los Ojos situados en las cotas más bajas tras años de abundante precipitación, difícilmente se los verá correr, y mucho menos configurar un curso de agua continuo, por lo cual actualmente debemos considerar que el Guadiana nace en las surgencias situadas en el último tramo del río Azuer, entre los molinos de "el Nuevo" y "Griñón", en el término municipal de Daimiel, al encontrarse el resto de sus afluentes de cabecera tan deteriorados, destruidos por la actividad humana e hídricamente sobreexplotados, que difícilmente se los verá correr salvo en contadas ocasiones.

## Etimología
La palabra "ojos" deriva de una confusión etimológica popular, puesto que en árabe la palabra ʿayn (ﻋﻴﻦ, plural ʿuyūn ﻋﻴﻮﻥ) significa tanto "ojo" como "fuente, manantial". El lugar sería originalmente llamado, pues, "Fuentes del Guadiana" (ﻋﻴﻮﻥ ﺍﻟﻮﺍﺩﻱ ﺁﻧﺎ), pero sería después mal traducido como "Ojos del Guadiana". 
En el acervo popular, los lugareños identificaban los "ojos" con aquellos puntos de las zonas encharcadas de donde el agua manaba constantemente; debido a la presión, su fondo se encontraba libre de vegetación y arena, lo que le daba un aspecto más oscuro que el resto; de ahí la analogía que ha llegado hasta nuestros días.

## Aspectos etnogeográficos
Los Ojos del Guadiana han sido a lo largo de la Historia de España vistos como algo especialmente llamativo y enigmático. En el conocimiento popular y la cultura española se usaba la idea del fenómeno de la desaparición y la reaparición del río Guadiana como un fenómeno único pero también para ejemplificar que era el puente más grande del mundo. 
En el lenguaje coloquial español se utiliza la expresión: "como el Guadiana", cuando algo ocurre sólo a intervalos, normalmente irregulares, o cuando alguien o algo desaparece de improviso y vuelve a aparecer sin avisar. 
En Villarrubia de los Ojos (municipio que durante muchos años se llamó Villarrubia de los Ojos de Guadiana), los Ojos eran lugares visitados para la caza, la captura de algunos animales acuáticos y la obtención de agua que, según testimonios, era de muy buena calidad y blanda, diferente a la de otros pozos, mucho más dura por su contenido en cal, o la del propio río que circundaba la localidad, el Cigüela, de aguas salobres. Algunos escritores hablaban de la belleza del lugar, de la riqueza faunística y vegetal destacando los nenúfares blancos (Nymphaeae alba) y la transparencia de las aguas.

## Estado de conservación
Se considera que los Ojos del Guadiana dejaron de manar por un largo periodo en 1984, si bien antes de aquella fecha se habían secado temporalmente debido a la sobreexplotación del Acuífero 23. Poco después de secarse, las turberas que se habían formado a lo largo de miles de años entraron en autocombustión, provocando la desaparición de especies animales y vegetales, la emisión de ingentes cantidades de hollín y cenizas, el hundimiento hasta varios metros de profundidad de vastas extensiones del antiguo cauce e incluso algunos accidentes.
Los Ojos del Guadiana no volvieron a manar hasta enero de 2012, en que se apreciaron los primeros encharcamientos próximos a los ojos originales. Posteriormente,  se recuperó el río, con un caudal cercano a los 1.500 l/s en abril de 2014. Los ríos Gigüela y Guadiana, también con aportes del río Azuer, llenaron de agua las Tablas de Daimiel en enero de 2014, encharcando 2000 Has. En los  años siguientes, el caudal aflorado fue descendiendo, hasta desaparecer durante varios meses para luego volver las surgencias de agua, que se prolongaron con intermitencias hasta 2019 en la zona del molino de Griñón, cerca de la entrada a las Tablas de Daimiel. Todos estos fenómenos se produjeron como consecuencia de un periodo de varios años húmedos, con altas precipitaciones, que se inició en 2009.
En 1990, a instancias del requerimiento de 3 particulares, El Tribunal Superior de Justicia dictaminó que los terrenos de los Ojos eran privatizables y cultivables, negando la titularidad pública de este tramo “al no existir cauce por no haber río” y añadiendo que asignar el nacimiento del Guadiana a esos terrenos se trataba de un error histórico. La Junta de Comunidades de Castilla-La Mancha recurrió la sentencia ante el Tribunal Supremo, que acabó fallando a su favor en 1994, revocando la sentencia del TSJE al reconocer que “tanto si era río, como si era laguna, como si constituía zona mixta de río y laguna, la conclusión es siempre la misma, que el cauce o lecho es siempre de dominio público, pues los ríos y las lagunas lo son”, devolviendo así al dominio público los llamados Ojos del Guadiana.
A pesar de que la CHG inscribió en el catastro los terrenos usurpados en 2015 y en 2016 se delimitó con mojones el terreno inundable, se siguen produciendo abusos, usurpación de terrenos, roturaciones y excavaciones en el dominio público, casi siempre sin consecuencias para los infractores. La sobreexplotación de las aguas del acuífero condiciona ahora y a futuro que los Ojos difícilmente puedan manar, y si lo hacen será a cotas bastante más bajas, lo que impedirá que se vea agua en las surgencias históricas, y sólo lo haga en las situadas varios kilómetros aguas abajo, ya en el cauce del Azuer.

## Episodio de lluvias de 2009/2010
El invierno transcurrido en este periodo está entre los más lluviosos que se recuerdan en la zona, superándose los 500 litros por metro cuadrado. El campo de Montiel recibió incluso cifras superiores, infiltrándose rápidamente el agua en el terreno y llenando el acuífero homónimo, que "reventó" en las fuentes de las Lagunas de Ruidera, Azuer y Jabalón. Rápidamente los pantanos de Peñarroya, Vallehermoso y Cabezuela se llenaron y rebosaron, corriendo los ríos con un caudal inusitado. De todos ellos, el primero en llegar a Las Tablas fue el Azuer (que permanecía seco desde 1998), ya que su curso es el más corto de los afluentes del Guadiana y carece de lagunas o zonas de infiltración intermedias que sí presentan el resto de tributarios. 
En pocos días, el parque nacional de Las Tablas se inundó completamente, extinguiéndose los incendios subterráneos de sus turberas que lo amenazaban desde 2009 y que se trataba infructuosamente de sofocar empleando maquinaria pesada y bombeando aguas subterráneas. Como consecuencia del episodio, el nivel freático del acuífero se elevó en casi 20 metros a lo largo de 3 años, volviendo a encharcarse zonas próximas al molino de Zuacorta (no se trata de "ojos" o surgencias propiamente dichos, sino de zonas artificialmente deprimidas por la extracción de turbas realizada desde 1990 hasta 1994 o hundidas por su combustión, donde rezuma agua sin apenas presión). La zona más próxima a los Ojos que llegó a tener agua en 2014 se situó en el paraje conocido como "El Rincón", en el término de Daimiel, a casi 5 kilómetros de la zona donde originalmente se producían las surgencias. Para volver a la situación original, el nivel freático aún debería haber subido otros 5-6 metros más.